# Monospaces Chrysler (NS)
Pour les articles homonymes, voir Monospaces Chrysler.
Les monospaces Chrysler de troisième génération sont une série de monospaces pour passagers qui étaient commercialisés par la Chrysler Corporation (plus tard DaimlerChrysler) des années modèles 1996 à 2000. 
Désignés plate-forme NS par Chrysler, ces monospaces étaient vendus par les divisions Chrysler, Dodge et Plymouth en configuration passagers ; les monospaces étaient exportés sous la marque Chrysler. Alors que la plate-forme AS de la deuxième génération était une révision des monospaces d'origine, la plate-forme NS a marqué la première refonte complète des monospaces Chrysler depuis leur introduction en 1984, mettant fin à l'utilisation de composants dérivés des voitures à plate-forme K.
Les premiers monospaces non compacts d'Amérique du Nord à adopter deux portes coulissantes pour les passagers, les monospaces Chrysler de troisième génération ont vu leur forme adoptée par de nombreux concurrents. En plus des principaux concurrents, les Ford Windstar, Honda Odyssey et Toyota Sienna, la configuration de la plate-forme NS a été adoptée par les Chevrolet Venture, Oldsmobile Silhouette et Pontiac Trans Sport/Pontiac Montana, et Mercury Villager/Nissan Quest.
Conformément aux monospaces de première et de deuxième génération, les monospaces de troisième génération étaient assemblés à Windsor Assembly à Windsor, Ontario, Canada, avec une production supplémentaire provenant de Saint Louis (South) Assembly à Fenton, Missouri. Pour compléter les exportations des États-Unis, la production du Chrysler Voyager provenait de Graz, en Autriche (dans l'usine de la coentreprise Eurostar entre Chrysler et Steyr-Daimler-Puch).

## Développement
Le développement des monospaces de la plateforme NS a commencé en 1990; avec une équipe dirigée par Tom Gale et Chris Theodore, le travail de conception (par Don Renkert) a été approuvé en septembre 1991 avec un gel de la conception en mai 1992. En plus de devenir le tout premier monospace Chrysler depuis une décennie, les monospaces de troisième génération étaient également une réponse au développement d'un remplaçant pour le Ford Aerostar à traction avant (dévoilé en 1994 sous le nom de Ford Windstar de 1995).
Alors que les monospaces de la plate-forme S/AS ne partageaient pas les fondements structurels directs avec les voitures à plate-forme K de Chrysler, contrairement à leurs prédécesseurs, les monospaces NS étaient la première génération conçue à partir de zéro en tant que monospace. L'un des premiers véhicules Chrysler conçus avec CATIA, qui a permis des tolérances de conception beaucoup plus strictes.
Dans ses efforts pour concevoir les monospaces de troisième génération, Chrysler a comparé le véhicule à partir de diverses sources de données, en utilisant les données des clients, les données de garantie et des recherches basées sur diverses autres monospaces (Ford Aerostar, Mercury Villager et Toyota Previa),. Au cours de son étude de marché, Chrysler a sollicité les propriétaires de monospaces pour avoir leurs commentaire à propos de l'ajout d'une option de porte coulissante côté conducteur à 300 $, 85% des participants ayant répondu qu'ils achèteraient le monospace avec la deuxième porte coulissante, même en tant qu'option moyennant des frais supplémentaires. Ironiquement, la fonctionnalité était prévue pour les monospaces de la première génération, mais a été supprimée en 1980 en raison de préoccupations concernant les coûts d'outillage supplémentaires.
Parallèlement à la porte coulissante, plusieurs conceptions ont été prises en compte pour la disposition du sol. Initialement, une hauteur de plancher inférieure a été envisagée (les commentaires de la recherche ont estimé que la hauteur de marche était trop élevée), mais a été rejetée car elle compromettait la position de conduite plus élevée recherchée par les acheteurs. Pour la production, un compromis dans la conception a été approuvée, conservant la même hauteur de plancher que la génération précédente avec des seuils de porte inférieurs. En plus de préserver la position de conduite plus élevée, la conception du plancher permettait d'installer une transmission intégrale sans modification majeure, des roues et des pneus plus grands, des réservoirs de GNC et des batteries pour véhicules électriques.
Alors que les groupes motopropulseurs V6 de la plate-forme de la génération précédente ont été conservés, pendant le développement de la plate-forme NS, plusieurs configurations ont subi une reconfiguration. Pour améliorer la structure de la carrosserie, un groupe motopropulseur à moteur central (conforme à la Toyota Previa) a été initialement envisagé, mais a été rejeté pour des raisons de coût et de complexité. Une transition vers un groupe motopropulseur longitudinal (pour simplifier l'accès au moteur V6 et la configuration de la transmission intégrale) a fait l'objet d'une forte réflexion; la disposition transversale a été choisie afin de réduire la longueur totale.
Dans un changement considérable, par rapport à la conception carrée des deux premières générations, la carrosserie a adopté la conception de cabine avant, déplaçant le tableau de bord et le pare-brise vers l'avant. Contrairement au style controversé des monospaces GM APV, le toit a été déplacé vers le haut (près de 3 pouces) et le capot s'est abaissé, permettant un angle de pare-brise moins radical. Pour reculer la base du pare-brise de plusieurs pouces (pour encore améliorer la visibilité), Chrysler a conçu le module de lave-glace/capuchon de pare-brise inférieur pour être amovible (permettant un meilleur accès au compartiment moteur).
Au total, le développement de la plate-forme NS a coûté 2,8 milliards de dollars à la Chrysler Corporation (environ 4,6 milliards de dollars en 2017), le véhicule le plus coûteux jamais développé par Chrysler à l'époque.

## Présentation du modèle

### Châssis
Les monospaces Chrysler de troisième génération utilisent la désignation de plate-forme NS de Chrysler. Utilisant un tout nouveau châssis monocoque, la plate-forme NS utilise un empattement de 113,3 pouces pour les monospaces à empattement standard (1,3 pouce de plus) et un empattement de 119,3 pouces pour les monospaces à empattement long (comme les monospaces de la plate-forme AS de 1994-1995). La traction avant est la configuration de transmission standard avec une transmission intégrale offerte en option.
La suspension de la plateforme NS est une version modifiée des deux générations précédentes. À l'avant, l'utilisation des jambes de force MacPherson s'est poursuivie, avec des ressorts à lames et un essieu à poutre à l'arrière. Au cours de son développement, un certain nombre de configurations de suspension ont été envisagées, dont une configuration à double triangulation à 4 roues. Les ressorts à lames arrière ont été conservés en grande partie dans le but de fournir un équilibre de manutention idéal avec un chargement en plus de maximiser l'espace de chargement intérieur.
Dans une modification majeure, la largeur de la voie avant a été élargie de trois pouces, permettant un montage inférieur du moteur et de la boîte-pont, une réduction du rayon de braquage et une hauteur de capot inférieure.
Les monospaces à traction avant étaient équipées de freins à disque aux roues avant et de freins à tambour arrière. À partir de 1997, les monospaces à traction intégrale étaient équipées de freins à disque aux quatre roues.

#### Groupes motopropulseurs
Pour 1996, les monospaces Chrysler ont reçu en premier le nouveau moteur à quatre cylindres de la gamme des groupes motopropulseurs depuis 1987, avec l'introduction d'un moteur de 2,4 L (partagé avec les voitures à plateforme JA). Bien qu'il soit plus petit en cylindrée que son prédécesseur de 2,5 L, le moteur de 150 ch correspond presque au V6 de 3,0 L en termes de puissance et d'économie de carburant.
Dans les États qui ne respecte pas les normes d'émission de la Californie, le V6 Mitsubishi de 3.0L était l'option V6 standard. Dans ceux qui suivaient les normes d'émissions de la Californie, le V6 Chrysler de 3,3L était l'option V6 standard. Sur les Dodge Caravan ES et Chrysler Town & Country LXi, le V6 de 3,8 L était de série.
En 1999, le V6 de 3,8 L est devenu optionnel sur le Plymouth Voyager Expresso; au Canada, le moteur de 2,4 L a été abandonné, le V6 de 3,0 L devenant le moteur standard.
Aux États-Unis et au Canada, la transmission manuelle n'était plus disponible, avec une boîte automatique TorqueFlite à 3 vitesses adaptée aux moteurs 2,4 L et 3,0 L. Les moteurs 3,3 L et 3,8 L étaient équipés d'une boîte automatique Ultradrive à 4 vitesses.
Pour la première fois, les véhicules d'exportation étaient équipés de différents groupes motopropulseurs, le moteur standard étant un moteur SOHC de 2,0 L avec un moteur DOHC de 2,0 L en option (de la Neon); un moteur quatre cylindres en ligne VM Motori de 2.5L a été proposée, devenant le premier monospace Chrysler diesel. Les trois moteurs étaient proposés avec une boîte manuelle à 5 vitesses ou une transmission automatique. En plus des moteurs à quatre cylindres, les véhicules d'exportation se sont vu offrir les moteurs V6 de 3,3 L et 3,8 L offerts dans les monospaces du marché américain. Les modèles à traction intégrale n'étaient pas vendus au Royaume-Uni.

### Carrosserie
Dans un changement considérable, par rapport aux monospaces de deuxième génération, les monospaces à plateforme NS ont abandonné la conception carrée des deux précédentes générations de monospaces Chrysler. Bien que (en moyenne) trois pouces plus haut que leurs prédécesseurs, le nouveau design a abaissé le coefficient de traînée extérieur de 0,39 à 0,35 (correspondant au Ford Windstar, battue uniquement par les monospaces GM APV). Dans la refonte, aucun panneau de carrosserie n'a été reporté, les trois marques adoptant le nouveau modèle.
Une caractéristique centrale de la refonte (qui deviendra plus tard une caractéristique standard sur certains niveaux de finition) était la porte coulissante côté conducteur. Bien qu'utilisés pour la première fois sur des monospaces compacts, y compris les Nissan Stanza Wagon et Nissan Axxess, les monospaces NS été les premiers monospaces de taille moyenne à adapter la fonctionnalité. Bien qu'utilisant à nouveau un système de montage à 3 rails pour les portes coulissantes, le système a été repensé pour consommer moins d'espace intérieur; le rail de porte extérieur était caché sous les fenêtres latérales. En plus de son style, la fonction du hayon a été modifiée pour la première fois, avec une poignée extérieure disponible pour la première fois, éliminant la manœuvre "pop-and-lift" des deux générations précédentes (adapté des breaks à plate-forme K). Les poignées de porte extérieures ont été repensées, passant d'une conception ou il faut soulever à une conception ou il faut tirer.
Parallèlement à l'extérieur, des modifications majeures ont été apportées à l'intérieur des monospaces NS. Encore une fois offert avec 7 sièges passagers, le système de verrouillage pour les sièges des 2e et 3e rangées a été repensé; en un seul mouvement, les propriétaires pouvaient libérer les banquettes des 2e et 3e rangées par le loquet du plancher, en les soulevant sur des roulettes pour les sortir du véhicule (les sièges baquets plus légers de la 2e rangée n'en avaient pas). Pour la première fois, les dossiers des sièges baquets avant se rabattaient vers l'avant. Les positions de montage du siège de la troisième rangée ont été déplacées vers l'intérieur, correspondant à la deuxième rangée, éliminant ainsi un ensemble distinct de supports de siège au sol.
Bien que son style soit très différent de celui de son prédécesseur de 1995, le tableau de bord des monospaces NS a adopté une disposition similaire à celle des monospaces de deuxième génération. Pour la première fois depuis 1988, chaque monospace Chrysler partageait le même volant (parmi les seuls dont le Chrysler Pentastars étaient visibles par le conducteur). Alors que la boîte à gants a été agrandie, le tiroir de rangement sous le siège a fait son retour en option, complété par un deuxième compartiment de rangement verrouillable monté sur le côté du siège passager. En tant que première pour les monospaces, les monospaces NS ont introduit la climatisation à deux zones (en option) et des porte-gobelets réglables.

### Sécurité
La Dodge Grand Caravan de 1996-2000 a reçu une cote « Marginale » au test d'impact frontal décalé de 64 km/h de l'Insurance Institute for Highway Safety[réf. nécessaire]. Les performances structurelles et les retenues été classées Acceptable, mais les blessures aux pieds étaient très élevées.
Dans les tests de collision de la NHTSA, il a reçu 4 étoiles pour le conducteur et le passager avant lors de l'impact frontal. Lors de l'essai de choc latéral, il a reçu 5 étoiles pour le conducteur et 3 étoiles pour l'occupant arrière, et a entraîné une fuite de carburant pouvant entraîner un risque d'incendie.
Selon les résultats des essais de collision de l'Euro NCAP, le modèle de 1999 du Chrysler Voyager a si mal réussi dans l'impact frontal qu'il n'a gagné aucun point, ce qui en fait le pire du groupe[citation nécessaire]. La structure de la carrosserie est devenue instable et la colonne de direction a été repoussée dans la poitrine et la tête du conducteur. Le modèle de 2007 du Chrysler Voyager s'en sort un peu mieux, n'atteignant que 19% au test de choc frontal, avec un score global de 2 étoiles sur 5 possibles. Cependant, les mesures de compression thoracique sur le mannequin d'essai ont indiqué un risque inacceptablement élevé de blessures graves ou mortelles. En conséquence, la dernière étoile dans la catégorie occupant adulte est barrée.
Malgré les mauvais résultats des crash tests de l'Euro NCAP, les statistiques du monde réel indiquent que ce n'est pas tout. Folksam est une compagnie d'assurance suédoise qui a publié en mai 2009 un rapport sur les blessures et la survie de 172 modèles de voitures. La génération de 88–96 a obtenu une cote réelle de « Moyenne », et la génération de 96-00 a obtenu une cote appelée « Plus sûr » (au moins 30% plus sûr que la moyenne.)[réf. nécessaire].

## Variations marketing
Lancées en mars 1995 pour l'année modèle 1996, les monospaces Chrysler de troisième génération été commercialisés par les divisions Chrysler, Dodge et Plymouth, avec le retour des Plymouth Voyager, Dodge Caravan et Chrysler Town & Country. Dans un changement, par rapport aux deux générations précédentes, pour mieux distinguer les trois divisions, le Plymouth Voyager été commercialisé comme un monospace d'entrée de gamme, le Dodge Caravan étant répartie entre le Voyager et le Chrysler Town & Country.
Comme auparavant, le Voyager et le Caravan été produits dans des configurations standard et à longueur étendue (Grand), le Town & Country introduisant une configuration de longueur standard pour la première fois. Pour la première fois, tous les monospaces Chrysler étaient seulement des monospaces pour passagers, car la version utilitaire Dodge Caravan C/V a été abandonnée.

### Chrysler Town & Country
Toujours positionnée comme étant le fleuron des monospaces Chrysler, la troisième génération de Chrysler Town & Country a subi une révision approfondie de sa gamme de modèles. Pour la première fois, une carrosserie à empattement court a été proposé, ainsi que plusieurs niveaux de finition. Dans le cadre de la refonte, la gamme de modèles a vu la garniture en similibois simulée de longue durée (datant de 1965) supprimée au profit de moulures de couleur carrosserie avec garniture extérieure chromée. Dans un autre changement, l'ornement Chrysler Pentastar en cristal du capot a été remplacé par un insigne Chrysler de style médaillon sur la calandre.
Remplaçant la version LE des Voyager/Grand Voyager (aux États-Unis), la version de base était le LX (empattement court, SX pour 1997-1999), le LXi servant de version de niveau supérieur. En 1997, la porte coulissante côté conducteur est devenue standard sur le Town & Country (les exemplaires de 1996 produits sans celle-ci sont très rares).
Pour 1998, le Town & Country a subi une révision de milieu de cycle pour le différencier davantage de ses homologues Dodge et Plymouth, centrée autour de l'introduction d'une calandre redessinée (introduisant un badge ailé Chrysler) et d'un intérieur mis à jour. Au-dessus du LXi, le Town & Country Limited a fait ses débuts. Pour 2000, la carrosserie à empattement court a été abandonnée, mettant fin à la version SX.

### Chrysler Voyager (exportation)
En dehors des États-Unis et du Canada, Chrysler a exporté les monospaces de troisième génération vers un certain nombre de marchés mondiaux sous la plaque signalétique Chrysler (Grand) Voyager. Utilisant la carrosserie et l'intérieur du Dodge Caravan, le Voyager été produit par Saint Louis Assembly à Fenton, Missouri et par Eurostar à Graz, Autriche. Malgré son abandon sur la plupart des marchés, une version utilitaire a continué d'être proposée aux Pays-Bas sous la plaque signalétique Dodge Ram Van.
Pour la première fois, le Voyager a été produit en conduite à droite, permettant de larges ventes en Australie et au Royaume-Uni. Partageant ses moteurs V6 avec son homologue national, le Voyager était également proposé avec un quatre cylindres en ligne de 2.0 litres (de la Neon, à la place du moteur 2.4L) et un quatre cylindres en ligne diesel de 2,5 L. En plus des transmissions automatiques, une transmission manuelle à 5 vitesses a été proposée (le seul monospace Chrysler de troisième génération produit avec une transmission manuelle).
Sur certains marchés (dont le Brésil et la Corée du Sud), des monospaces Chrysler étaient proposés sous la plaque signalétique Chrysler Caravan, à l'aide de carrosseries de Dodge Caravan.

### Dodge Caravan
En rupture avec ses prédécesseurs, la troisième génération de Dodge Caravan été commercialisée distinctement du Plymouth Voyager, devenant ainsi le modèle de milieu de gamme de la gamme de monospaces Chrysler. La version utilitaire du Caravan C/V a été abandonnée, tous les exemplaires servant de monospaces pour passagers. Au lieu du Pentastar, Chrysler a adopté l'emblème de capot Dodge Ram ; la Caravan est le seul monospace NS avec un emblème monté sur le capot.
Comme avec son prédécesseur, le Caravan et le Grand Caravan utilisaient les versions base, SE, LE et ES. La finition de base et les finitions SE/LE étaient équipées de pare-chocs gris avec des moulures grises; Les finitions ES (et les versions Sport) comportaient une garniture de couleur assortie. Les sièges pour 7 passagers étaient de série, quelle que soit la longueur de la carrosserie. Pour 1999, la porte coulissante côté conducteur est proposée en option sur toutes les versions du Caravan.
Pour 1999, le Dodge Caravan ES était équipé d'un sélecteur de vitesse Autostick pour sa transmission automatique, une première pour un monospace. Comme le Caravan est conçu avec un levier de vitesses automatique monté sur colonne, l'Autostick est actionné via un interrupteur momentané sur le sélecteur de vitesse.

### Plymouth Voyager
Dans un changement, par rapport aux monospaces précédents, la troisième génération de Voyager a été commercialisé comme le monospace Chrysler d'entrée de gamme plutôt que comme une contrepartie directe du Dodge Caravan. Tout en partageant la même carrosserie, le Voyager et le Caravan ont vu des changements significatifs dans les garnitures de carrosserie et le contenu des fonctionnalités. Se distinguant par une calandre gris foncé (une calandre couleur carrosserie est devenue une option en 1998), le Voyager utilisé des pare-chocs gris mat à tous les niveaux de finition avec des moulures latérales gris mat (les phares antibrouillards n'étaient pas disponibles en option). Avant l'année civile 1996, le Voyager NS était produit avec le Pentastar, passant ensuite à l'emblème de calandre voilier de Plymouth.
Le Voyager a conservé les versions base, SE et LE de son prédécesseur. Pour réduire l'empiètement des modèles, la version LE a été abandonnée aux États-Unis (en faveur d'une gamme Town & Country élargie). Pour permettre à la marque Plymouth de rester compétitive, la finition d'options Rallye a été introduite sur la version SE ; en plus des badges extérieurs, le Rallye offrait un contenu intérieur présenté dans les Voyager et les Caravan à finition LE. Pour 1998, la version Rallye a été renommée Expresso.
Pour 2000, lorsque Chrysler a retiré la marque Plymouth, le Voyager été commercialisé par Chrysler et Plymouth.

## Véhicules à carburant alternatif
En 1999, Dodge a présenté le Caravan EPIC, un monospace entièrement électrique. L'EPIC était alimenté par 28 batteries NiMH de 12 volts et était capable de parcourir jusqu'à 80 miles (130 km) avec une seule charge. L'EPIC été vendu uniquement comme un véhicule pour les parcs de location. La production de l'EPIC a été arrêtée en 2001. Seules quelques centaines de ces véhicules ont été produits et vendus. Après l'expiration des contrats, ils été restitués et écrasés. Une dizaine de monospaces sont toujours entre les mains de particuliers aujourd'hui.

## Véhicules conceptuels
En 1999, coïncidant avec le 15e anniversaire de la production des monospaces Chrysler, Chrysler a dévoilé trois monospaces conceptuelles, destinés principalement à faire progresser le style et la conception divisionnaires de chaque véhicule.

### Chrysler Pacifica
Le Chrysler Pacifica, dérivé du Chrysler Town & Country, a reçu un restylage extérieur et intérieur. Semblable à une conversion de monospace full-size, le Pacifica a reçu un toit surélevé pour augmenter la hauteur sous plafond, avec un puits de lumière sur toute la longueur. Dans une configuration de sièges 2 + 2 + 2, le Pacifica était équipé de sièges à commande électrique à la rangée du milieu (avec repose-pieds à commande électrique). Les éléments de conception extérieur étaient adaptés de la berline phare, la Chrysler LHS, y compris une version (plus petite) de sa calandre et des versions modifiées de ses phares.
De 2004 à 2008, la plaque signalétique Chrysler Pacifica a été utilisée sur un véhicule de production, en tant que crossover dérivé du Grand Caravan/Town & Country. Pour 2017, la plaque signalétique Pacifica a de nouveau été relancée, utilisée sur la génération actuelle des monospaces de la division Chrysler.

### Dodge Cravan R/T
Dans le prolongement du Dodge Caravan ESS de 1996, le Dodge Caravan R/T de 1999 a remplacé le V6 de 3,8 L par le V6 de 3,5 L de la Chrysler 300M, augmentant la puissance à 253 ch, associée à la transmission AutoStick à 4 vitesses. Le Dodge Caravan a adapté plusieurs éléments de style de la Dodge Viper RT/10, y compris des capots (directement transférés de la Viper), et un carénage inférieur redessiné qui déplacé la calandre crosshair de Dodge dans le pare-chocs inférieur (avec l'ajout de feux antibrouillard de la Viper). L'intérieur présente un thème axé sur la performance, avec des finitions en aluminium brossé pour les garnitures et les panneaux de porte, avec des sièges en cuir noir et des pédales de style course.
De 2011 à 2016, Dodge a produit le Grand Caravan R/T en tant que finition de variante, bien que l'option soit largement cosmétique.

### Plymouth Voyager XG
Dérivé du Plymouth Voyager, le Plymouth Voyager XG était un monospace à quatre places conçu pour les modes de vie actifs des jeunes conducteurs. Extérieurement similaire au Voyager standard, le XG se distingue par ses roues de 17 pouces (partagées avec la Plymouth Prowler), ses pare-chocs et sa calandre couleur carrosserie. L'intérieur a reçu un toit ouvrant rétractable en tissu sur toute la longueur, avec une grande nacelle de rangement amovible placée derrière les sièges.
Le Voyager XG comportait le groupe motopropulseur du Chrysler Voyager du marché d'exportation, avec un moteur diesel de 2,5 L et une transmission manuelle à 5 vitesses.

## Récompenses
Les nouveaux monospaces ont unanimement été saluées par la critique: le Dodge Caravan était la voiture de l'année 1996 de Motor Trend (le premier et le seul monospace à avoir remporté ce prix), la voiture nord-américaine de l'année 1996 et les monospaces figuraient sur la liste des dix meilleures du magazine Car and Driver pour 1996 et 1997,.